# Jamie Moyer

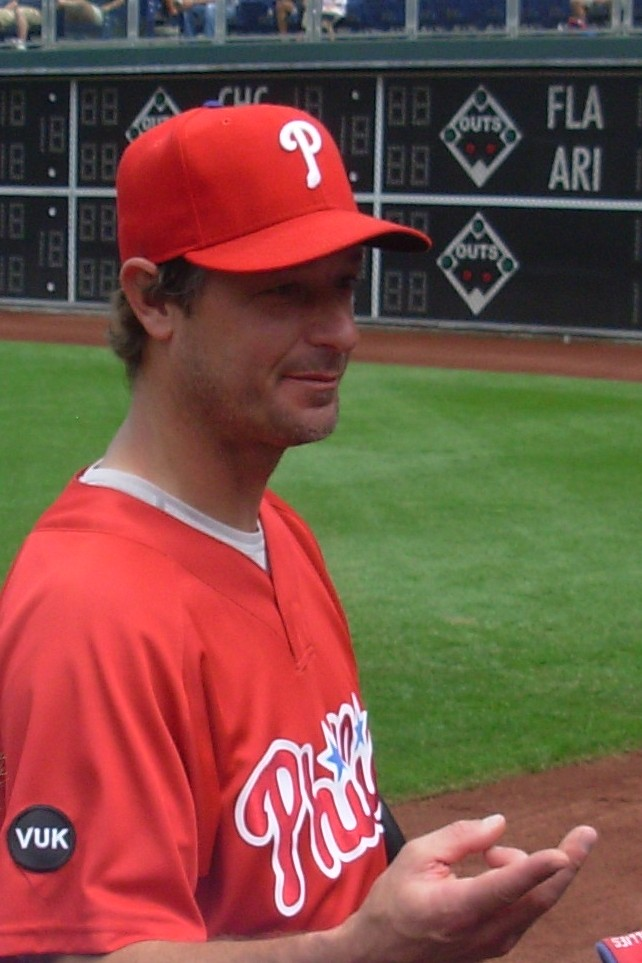

Jamie Moyer (17 de novembro de 1962) é um jogador profissional de beisebol estadunidense.

## Carreira
Jamie Moyer foi campeão da World Series 2008 jogando pelo Philadelphia Phillies. Na série de partidas decisiva, sua equipe venceu o Tampa Bay Rays por 4 jogos a 1.